# Боксити (селище)
Бокси́ти (рос. Бокситы) — селище у складі Сєвероуральського міського округу Свердловської області.
Населення — 81 особа (2010, 139 у 2002.)
Національний склад населення станом на 2002 рік: росіяни — 89 %.